# Obelzanki
Obelzanki – wieś sołecka w Polsce położona w województwie wielkopolskim, w powiecie szamotulskim, w gminie Wronki, przy drodze wojewódzkiej nr 140.

W skład sołectwa Obelzanki wchodzą wsie: Obelzanki, Nadolnik, Nowy Kraków, Piła, Smolnica.
W latach 1975–1998 miejscowość administracyjnie należała do województwa pilskiego.
Obelzanki są dawną osadą olęderską, założoną w XVIII w., dla kolonizacji terenów leśnych. Na pola tej wsi w nocy 15/16 VIII 1944 r. zrzucono grupę zwiadowców Mikołaja Kozubowskiego. Miejscowi Niemcy ujęli wtedy jednego ze spadochroniarzy.